# Alicella gigantea
Alicella gigantea (Chevreux, 1899) è una crostaceo appartenente all'ordine degli anfipodi (sottordine Gammaridea). Gli appartenenti a questa specie costituiscono i più grandi anfipodi mai osservati, alcuni individui arrivano infatti a misurare fino a 34 cm di lunghezza. Precedentemente inclusa nella famiglia dei Lysianassidae, questa specie è stata poi spostata all'interno della famiglia degli Alicellidae, creata nel 2008, ed in particolare all'interno del genere Alicella di cui costituisce, ad oggi, l'unica specie.

## Distribuzione e habitat
Alicella gigantea vive solo ad elevate profondità; i primi esemplari furono raccolti alla fine del diciannovesimo secolo nella piana abissale di Madeira ed altri furono in seguito trovati in altre piane abissali sia nell'Oceano Atlantico che nell'Oceano Pacifico, così come nella Fossa delle Kermadec, nel Pacifico sud occidentale. Un esemplare fu anche rinvenuto all'interno dello stomaco di un albatro piedineri, ma si ritiene che fosse già morto prima di essere stato mangiato.